# فنارة (الإسماعيلية)
فنارة إحدى قرى مركز فايد التابع لمحافظة الإسماعيلية بجمهورية مصر العربية.